# Szerelmes asszonyok (film)
A Szerelmes asszonyok (eredeti cím: Women in Love) 1969-ben bemutatott angol filmdráma. A brit filmgyártás fenegyerekének számító Ken Russell harmadik játékfilmje D. H. Lawrence azonos című regénye alapján. A forgatás 1968 szeptembere és decembere között zajlott. A Szerelmes asszonyokat a kritika és a közönség egyaránt kedvezően fogadta. Az elismerő kritikák elsősorban azt emelték ki, hogy Russell egyedi vizuális stílusával nem egyszerűen illusztrálta Lawrence-t, hanem a miliő, a hangulat megteremtésén túl a regény gondolati-filozófiai mélységeit is eredeti módon közvetítette. 
A produkció egyfajta mérföldkőnek számít a meztelenség filmes ábrázolásának történetében is: a két férfi főszereplő, Oliver Reed és Alan Bates meztelen birkózási jelenete egyike a filmművészet leghíresebb képsorainak, Glenda Jackson pedig az első színésznő volt, aki Oscar-díjat kapott egy olyan szerep eljátszásáért, amelyhez meztelen jelenetek is tartoztak.

## A cselekmény

Rupert és Ursula (Alan Bates és Jennie Linden)

Egy kellemesnek ígérkező napon Gudrun és Ursula – a Brangwen lányok – elhatározzák, hogy sétálni mennek, és megnézik a bányatulajdonos lányának esküvőjét. Séta közben természetesen ők maguk is a férjhez menésről beszélgetnek, és Ursula azt mondja, ő nem szeretne férjhez menni. A két nő a templom közelében lévő sírkertből figyeli a gyülekező násznépet. A vőlegény az utolsó pillanatban érkezik. Menyasszonya boldogan ugrik a nyakába, majd játékos kergetőzésbe kezdve szaladnak a templom felé. Gudrun és Ursula a vendégeket figyeli. Ursula tekintete megakad Rupert Birkinen, és felidézi magában azt az esetet, amikor a férfi – aki egyébként tanfelügyelő – egy ízben ellátogatott az órájára (Ursula ugyanis tanítónő), ahová aztán betoppant a szeretője, Hermione is. Gudrun figyelmét a robusztus Gerald Crich kelti fel. A két nő később a Willey-tó partján sétálgatva megpillantja a férfit, aki meztelenül ugrik be a vízbe, és szemmel láthatóan élvezi, hogy kötetlenül és szabadon mozoghat ebben a közegben. Ursula és Gudrun ezalatt arról beszélgetnek, hogy a férfi szigorú intézkedéseket vezetett be a Crich család tulajdonában lévő bányában. A két nő is meghívást kapott Hermione kertes házába, egy hangulatos összejövetelre. A kellemes délutánon a társaság a kertben üldögél egy asztal körül. Rupert vezetésével filozofálgatás alakul ki a nevek ürügyén. A férfi végül belebonyolódik egy hasonlatba egy füge és az asszonyi természet között. A téma észrevehetően nincs ínyére Hermionénak, aki sétálni hívja a többieket. Rupert szembeszegül a nő akaratával, és nem tart velük, Geralddal együtt inkább az asztalnál maradnak. A két férfi a szerelemről beszélget, arról, hogy még sosem voltak szerelmesek, de vágynak erre az érzésre. Gerald a munkájában látja élete értelmét, Rupert számára viszont a szerelem jelenti a kiteljesedést. Este Hermione Gudrun és Ursula közreműködésével egy táncszámot mutat be az orosz balett stílusában. A nézők egyre kevésbé tudják leplezni az unalmukat, míg végül Rupert halkan arra utasítja a zongoristát, hogy kezdjen el egy vidám darabot. A klasszikus balett azonnal véget ér, a Brangwen lányok máris a vidám táncot kezdik ropni, és a társaság mindegyik tagja csatlakozik hozzájuk. Hermione vereséget szenvedett, távozik a szobából, ám előtte megvetően kokottnak nevezi Ursulát, aki Ruperttel táncol. A férfi Hermione után megy, elnézést kér tőle, hogy tönkretette a táncbemutatóját. A bocsánatkérés azonban szinte vádaskodásba csap át: Rupert azt állítja, Hermione nem spontánul, hanem megtervezetten él, hatalomra vágyik Birkin fölött is. A sértett nő hirtelen felindulásból egy levélnehezékkel lesújt a háttal ülő férfi fejére. A sebesült Rupert kitámolyog a kertbe, és a természetben talál enyhülést és megnyugvást. Leveti a ruháit, meztelenül sétál a kertben, élvezi a növények érintését csupasz testén.

Gudrun tánca a tulokcsorda előtt (Glenda Jackson)

Rupert és Ursula legközelebb egy szoboravatáson találkoznak, ahol a férfi provokatív közbeszólásokat tesz. Együtt távoznak a bámészkodók tömegéből, és közben a szerelemről filozofálgatnak. Később a Brangwen lányok egyik sétájuk során arra figyelnek fel, hogy Gerald kegyetlenül hajtja a lovát a mezőn, hogy versenyt fusson egy vasúti szerelvénnyel, ám a kocsi végül előbb ér az átjáróhoz. Ursulát felháborítja Gerald kegyetlen viselkedése az állattal, amelynek oldalából már szivárog a vér. Ugyanakkor Gudrunnak mintha imponálna a nyers erő, a férfiasság és a hatalom e különös megnyilvánulása. Egyik este elmegy a munkásnegyedbe, ahol a férfiak meglehetősen egyértelmű megjegyzéseket tesznek rá, sőt egyikőjük ki is kezd vele. Gudrunt még szórakoztatja is a dolog, ám a férfi erőszakoskodni kezd. Gerald Crich megjelenése viszont azonnal véget vet a kínos helyzetnek. Crichék piknikjére a Brangwen lányok is meghívást kapnak. Ursula és Gudrun elmennek csónakázni, és egy elhagyatott helyen ruhátlanul megfürdenek. A mezőn szárítkoznak, ahol Gudrun Ursula énekére táncolni kezd. A közelben egy tulokcsorda tűnik fel. Ursulát megijeszti a látvány, Gudrunt azonban felcsigázza a veszély. Közvetlen közel megy az állatokhoz, és kihívóan tovább folytatja előttük a táncot. Időközben csónakkal megérkezik Rupert és Gerald. Crich Gudrun után rohan, és megakadályozza, hogy a nő megvadítsa az állatokat. A férfi végül bevallja, hogy szerelmes Gudrunba, ám a nő minden különösebb reagálás nélkül fogadja a váratlan bejelentést. Nemsoká beesteledik. Laura és Tibby, az ifjú házasok szintén a fürdőzés örömeit élvezik. A lány egyszer csak lebukik a víz alá, és nem jön fel a felszínre. Tibby azt hiszi, felesége csak viccelődik, de aztán mintha valami őt is elragadná. Segítségért kiált, és a közelben csónakázók azonnal megindulnak felé. Gerald a vízbe ugrik, de nem tud mit tenni a sötétben, ráadásul a víz is zavaros. Rupert alig bírja visszarángatni a barátját a csónakba. Az idősebb Crich úgy dönt, hogy a zsilipen keresztül leeresztik a tó vizét. A tragédia közel hozza egymáshoz Ursulát és Rupertet. A halálról beszélgetnek: a férfinak az a véleménye, hogy a holtak valósággal belecsimpaszkodnak az élőkbe, teherként nehezednek rájuk. Rupert egy szerelemben szeretne újjászületni. Beszélgetésük szenvedélyes ölelkezésbe és szeretkezésbe torkollik. Az aktus után szinte pontosan ugyanolyan testhelyzetben pihennek meg, ahogyan Laura és Tibby meztelen holttestét megtalálják a leeresztett tó iszapos medrében.
Egyik este a lobogó tűzű kandalló mellett Gerald és Rupert a megszokottnak mondható filozofikus beszélgetést követően unaloműzésből birkózni kezd, teljesen meztelenül. A játéknak induló birkózás kemény küzdelemmé alakul, ami végül már-már ölelkezésbe csap át. Birkin úgy véli, kettőjük között olyan szoros barátság áll fenn, amelyben a testi érintkezés teljesen természetesnek mondható. A középkori lovagok példáját követve szimbolikus vérszerződést ajánl Geraldnak, hogy örökké szeretni fogják egymást, barátja azonban azt kéri, várjanak ezzel, amíg jobban megérti ennek mélységét. Ursula és Rupert kapcsolata már-már válságba kerül, mert a nő valósággal hisztérikus rohamot kap a férfi azon bejelentésére, hogy ellátogat Hermionéhoz elbúcsúzni, mivel volt barátnője hosszabb időre elutazik. Rupert szerint Ursula féltékenyen őrjöng, mire a nő a földhöz vágja a férfitől kapott eljegyzési gyűrűt. Néhány perccel később lehiggad, és helyreáll közöttük a béke. A Crich családban azonban újabb dráma történik. Az idősebb Crich nem heverte ki lánya, Laura halálát: fokozatosan összeomlott, megbetegedett, és állapota most válságosra fordult. Gudrun időközben bejáratos lett a Crich házba, és úgy tűnik, közte és Gerald között kezd elmélyülni a vonzalom. Az idősebb Crich még aznap meghal. A temetésen özvegye hisztérikus nevetésben tör ki. Sosem értette igazán férjét, aki megpróbált emberségesen viszonyulni a munkásaihoz, akiknek küldöttségére egy ízben az asszony rászabadította a kutyákat. Gerald egyik este elmegy Gudrunékhoz. Nem kopogtat, egyszerűen besétál a nyitott ajtón keresztül, egyenesen Gudrun szobájáig. A fiatalok szenvedélyesen szeretkeznek, a férfi lelki szemei előtt azonban visszatérően megjelenik nevető anyja arca.
Rupert és Gerald a házasságról beszélgetnek, mellyel kapcsolatban Crichnek kételyei vannak. Rupert maga sem ajánlja barátjának a Gudrunnal való házasságot, hiszen ezen intézmény hagyományos formáját ő is megveti. Ő az állandó szövetségben hisz, nem az alárendeltségben. Rupert ekkor konkrétan vall felfogásáról a férfiak közötti kapcsolatról is. Gerald kissé ridegen válaszolja, hogy megérti barátja nézeteit, de nem tud azonosulni velük. A két férfi és a Brangwen lányok az Alpokba utaznak vakációzni. A pihenés eleinte idilli hangulatban telik, de aztán egyre több probléma kerül felszínre. Ursula gyűlöli a havat, a természetellenes fényt, és el szeretne utazni. A simulékony természetű Rupert hajlandó eleget tenni ennek a kívánságnak, és azt javasolja, keressék fel például Veronát, Rómeó és Júlia tragikus szerelmének helyszínét. Rupert később Geralddal beszélget, és barátja bevallja, hogy a Gudrun iránti szerelmébe egyre inkább a gyűlölet érzése keveredik. Egyikőjük sem fogalmazza meg, hogy valójában arról van szó, hogy az önálló és független életfelfogású Gudrun nem enged magán uralkodni, nem tudja elfogadni a kötöttséggel és alárendeltséggel járó szerelmet, irtózik a hagyományos női szerepkörtől. Művészként szeretné kiteljesíteni önmagát, és ebben megértő barátra lel az üdülőhely egyik vendége, Herr Loerke személyében. Loerke, a homoszexuális művész Gerald megvetésének tárgya, elsősorban azért, mert érthetetlen számára, Gudrun miért vonzódik jobban ehhez a „patkány”-hoz, mint hozzá. Gudrun azzal vág vissza, hogy Gerald képtelen a szerelemre, szeretkezéseik során nemcsak fizikailag, hanem képletesen is a nőre nehezedik, uralkodni akar fölötte, mintha el akarná nyomni és össze akarná törni őt. Szerinte a férfiban nincs semmi gyöngédség. Gerald szerint viszont Gudrun sem képes szeretni, ám a nő erre azt feleli, hogy ő tud, csak nem Geraldot. Másnap Loerke meghívja Gudrunt, hogy utazzon vele Németországba egy időre. Megjelenik Gerald, rátámad a beszélgetőkre, leüti Loerkét, majd fojtogatni kezdi Gudrunt. Hirtelen rádöbben arra, hogy kettőjük kapcsolata végérvényesen lezárult, csak nincs még befejezve. Elindul a végtelen hómezőn, míg végül valahol a messzeségben elterül a fehér havon. Megfagy. Halálának hírére Ursuláék visszatérnek. Gudrun arról beszél Ursulának, hogy el fog utazni egy időre Drezdába. Rupert őszintén megkönnyezi barátját, aki képtelen volt úgy szeretni őt, ahogyan Birkin érzett iránta. Az utolsó jelenetben Rupertet és Ursulát látjuk. A nő rákérdez arra, hogy Rupert valóban vágyott-e Geraldra. A férfi őszintén válaszol a kérdésre, azt mondja, számára Ursula jelenti a világ összes nőjét, de csak azt tudja nyújtani, amire egy nő képes. Ő viszont vágyott egy férfi igaz barátságára is, mely éppen olyan örök lehetne, mint az Ursulával való szerelme. Ursula képtelenségnek tartja a kétféle szerelmet, szerinte ezt Rupert sem kaphatja meg, mert ez a gondolat hamis. A férfi válaszával fejeződik be a történet: „Nem hiszem.”

## Háttér-információk

### A regény
D. H. Lawrence Szerelmes asszonyok című regénye az író önéletrajzi trilógiájának befejező része. Előzményei: Szülők és szeretők; Szivárvány. A mű már 1916-ban megszületett, de csak 1920-ban jelent meg. A késedelem oka az volt, hogy a trilógia középső része, a Szivárvány botrányt keltett a prűd olvasók körében, ezért nem akadt kiadó, amelyik vállalta volna a folytatás, a Szerelmes asszonyok megjelentetését. A könyv végül magánkiadásban jutott el az érdeklődökhöz. A három nemzedék sorsát bemutató Szivárvány után a Szerelmes asszonyok négy figura történetére koncentrál: Ursula és Gudrun, illetve Rupert és Gerald kapcsolatára. A két pár két végletet szimbolizál. Ursula és Rupert kapcsolata kiteljesül, megtalálják egymásban a teljességet, Gudrun és Gerald szerelme azonban boldogtalanul ér véget. Rupert az író életfilozófiáját képviseli: egyenrangú félnek tekinti párját, és nem vár el tőle többet, mint saját magától. A bányatulajdonos Gerald az ipari civilizáció embertelensége elől a szerelemben keres menedéket, ám Lawrence szerint a szerelem nem lehet kompenzáció. A Szerelmes asszonyok Lawrence egyik legjelentősebb alkotása, melyben megfigyelhetők írásművészetének legfőbb témái és jellegzetességei: férfi és nő, test és lélek, ösztön és tudat, a gépi civilizáció és az egyoldalú intellektualitás ellentétei, a régi Anglia társadalmi hierarchiájának bírálata. A regény – akárcsak az író számos más műve – a nemiség, a szexualitás fontosságát és elsőségét hirdeti az intellektus fölött, ami Lawrence véleménye szerint megrontotta az emberiséget.

## A meztelen birkózás

Meztelenül küzdő férfiak (Oliver Reed és Alan Bates)

Ken Russell vizuális fantáziájának köszönhetően a Szerelmes asszonyok számos emlékezetes jelenetet tartalmaz, melyek leírva tulajdonképpen az eredeti regényben is szerepelnek, a rendező azonban a képekkel érzékeltetni tudta a sorok között megbújó, mélyebb összefüggéseket is. A hatásos jelenetek közül érdemes kiemelni a Hermione házában tartott táncbemutatót, Gerald virtuskodását a lóval, Gudrun táncát a csorda előtt, Gerald halálának képsorát és természetesen Rupert és Gerald meztelen birkózásának epizódját, amely a film leghíresebb jelenetének számít. Lawrence így írta le a két férfi összecsapását:
„A két fiatalember összefonódott és birkózott. Fehér és makulátlan volt mindkettőjük teste, de Gerald mindig enyhén kipirosodott az érintés nyomán, míg Birkin egyformán feszes és fehér maradt. Valósággal behatolt Gerald fejlettebb izomzatú testébe, hogy elegyedve vele, finoman megadásra bírja, mindenkor a másik mozdulatainak mágikus megsejtésével nyúlva hozzá, irányítva és kivédve, úgy játszott Gerald végtagjaival és törzsével, mint a szélvész. Úgy tűnt, mintha Birkin minden testi fortélyossága átáramlana Gerald testébe, mintha finom, oldott életereje átjárná a testesebb férfi izmait, behálózva, foglyul ejtve sajátos hatalmával, nemcsak izmait, hanem Gerald fizikai létének rejtett mélységeit is.

Birkóztak egymással hevesen, lendületesen, végül már belemélyedve és gondolattalanul; a két fehér férfialak mindinkább eggyé vált a küzdelemben, mintha valami óriás oktopusz egy-egy lába villanna fel fehéren a helyiség tompa megvilágításában; egyetlen szorosan egybeforrt húscsomó hempergett az ódon barna könyvekkel borított falak között. Nem hallatszott egyéb, csak néha-néha egy sóhajszerű mély lélegzet vagy egy-egy tompa dobbanás a vastag szőnyegen, vagy az izom alól kicsúszó izom sajátságos nesze. Gyakran csak hempergett a fehér húscsomó, fej nem volt látható, csupán végtagok, erős, fehér hátak. A villodzó, egybeolvadó két test. Hirtelen előtűnt Gerald fényes, kócos feje, s ahogy tovább folyt a mérkőzés, az árnyékszerű másik fej is, tágra nyílt szemmel, és mit sem látva.

Végül Gerald öntudatlanul nyúlt el a szőnyegen, mellkasa zihálva, lassan hullámzott, Birkin is csaknem eszméletlenül térdelt rajta. Birkin merült ki jobban. Szaporán kapkodta a levegőt, alig tudott lélegzeni. Mintha kibillent volna helyéből a föld, teljes sötétség ereszkedett az agyára. Fogalma sem volt róla, mi történt. Öntudatlanul Geraldra borult, de észre sem vette. Ő pedig félöntudattal csak azt észlelte, hogy furcsán inog, billeg a föld. Ingatta a föld, és minden homályba süppedt. Süllyedt ő maga is szüntelenül, szakadatlanul bele a semmibe.”
Ken Russell számos alkotásában egyáltalán nem riadt vissza a nézők (és a cenzorok) provokálásától, mindezt azonban soha nem öncélúan tette, még ha ezt nem is mindig hitték el neki a kritikusai. A Szerelmes asszonyok azonban a rendező első provokatív (bár filmográfiájában már a harmadik) játékfilmje volt, és igazából akkor még maga Russell sem volt teljesen tisztában a kimondhatóság (és megmutathatóság) határaival. Éppen ezért az eredeti forgatókönyvben nem is szerepelt a birkózási jelenet, mivel Russell úgy vélte, egyrészt a cenzúra sem engedné, másrészt valószínűleg a színészek sem vállalnák. Utóbbi aggodalma azonban alaptalan volt. Ugyanis éppen a Geraldot játszó Oliver Reed volt az, aki rávette Russellt a jelenet leforgatására, méghozzá a maga nyers, szó szerint lehengerlő módszerével: egyszerűen a földre teperte a rendezőt, hogy meggyőzze. Reed mentségére legyen mondva, hogy tőle nem szokatlan módon, akkor is éppen némi alkoholos befolyásoltság alatt állt. Később, mikor már józanabbul gondolkodott, neki is egyre több aggálya támadt a jelenetet illetően, és ezeket állítólag partnere, Alan Bates is osztotta. A pletykák szerint a forgatás előtti napon már mindketten betegséget színlelve szipogtak, és orvosi igazolások segítségével próbáltak távol maradni a forgatásról. A jelenet dramaturgiai funkciója azonban vitathatatlan volt, így végül mégis csak sor került a felvételre. Ehhez állítólag mindkét színész alkohollal oldotta gátlásait. A brit cenzúra mindazonáltal csak úgy engedélyezte a kész filmet, ha Russell kivágja azokat a képkockákat, melyeken a tényleges birkózás megkezdése előtt a két meztelen színész mozdulatlanul látható. A rendező kénytelen volt a jelenet megvilágításán is változtatni. Ennek ellenére a film az első körben a legszigorúbb besorolási kategóriát, az „X”-et (Kizárólag felnőtt nézőknek!) kapta, amely kereskedelmileg igen rizikós, hiszen az „X” kategóriás alkotások reklámozása számos korlátozás alá esik.

## Érdekességek
- Gerald megformálására eredetileg Michael Caine-t szemelték ki, aki Russell előző filmje, a Egymilliárd dolláros agy (1967) főszereplője volt, ám Caine nem fogadta el a felkérést.
- Tom Brangwen szerepét eredetileg egy másik színész játszotta volna, akiről csak a forgatás megkezdése után derült ki, hogy mégsem felel meg Russell elképzeléseinek. A szerepet ekkor Michael Gough kapta.
- A fontosabb szereplők közül Oliver Reed, Glenda Jackson és Christopher Gable később is dolgoztak még Russell-lel.
- Christopher Gable nemzetközi hírű balettművész volt, ízületi bántalmai miatt azonban fel kellett hagynia ezzel a művészeti ággal. Ken Russell ugyancsak intenzíven érdeklődött a balett iránt, mielőtt filmrendező lett volna.
- A Szerelmes asszonyok előtt Alan Bates Magyarországon forgatott John Frankenheimer A mesterember (1968) című filmjében.
- A jelmeztervező Shirley Russell a rendező akkori felesége volt.
- A film egyik jelenetében Loerke (Vladek Sheybal) és Gudrun (Glenda Jackson) azt játsszák, hogy ők Csajkovszkij és felesége. Ken Russell a Szerelmes asszonyok után Csajkovszkij életéről forgatta a Zenerajongók (1970) című filmjét, és abban Csajkovszkij felesége, a nimfomániás Nyina Miljukova szerepét valóban Glenda Jackson alakította.
- Ken Russell 20 évvel a Szerelmes asszonyok után leforgatta a regény előzményét, a Szivárványt is. A Szerelmes asszonyokban Gudrunt alakító Glenda Jackson a Szivárványban Gudrun anyját játszotta. Russell egyébként 1993-ban Lady Chatterley címmel kétrészes tévéfilmet (Angliában négyrészes minisorozatot) készített Lawrence másik híres regénye, a Lady Chatterley szeretője alapján.
- A Brit Filmintézet minden idők 100 legjobb angol filmjét tartalmazó listáján a Szerelmes asszonyok a 87. helyen áll.
- A magyarországi mozik nem mutatták be a filmet. Mintegy negyed századdal a világpremier után a Magyar Televízió sugározta nálunk először, késő esti adásban. Később két alkalommal a Duna Televízió is műsorára tűzte, ugyancsak késő esti kezdéssel. 2008 tavaszán az MGM mozicsatorna műsorán már napközben is látható volt.

## Magyar kritikai visszhang
„A film gazdagsága két szerelmespár, Birkin és Ursula, illetve Gerald és Gudrun polarizált kapcsolatában bomlik ki. Élet-halál dichotómiája dominál mindvégig – egy templomban esküvőre készülnek, miközben a két nővér a sírkertben a férfiakról beszélget. Mielőtt Birkin és Ursula szerelme beteljesedne, egy fiatal házaspár belefullad az örvénylő bányatóba. Gerald és Gudrun pedig azon a napon találnak egymásra, amikor a férfi eltemette apját. Míg Birkin és Ursula viszonyát a vidéki Anglia bukolikus szépsége kíséri, hogy a végén egy melegséget árasztó kandalló előtt sorsukat nyitva hagyja a film, addig Gerald és Gudrun kapcsolata sötét tónusban bontakozik ki, háttérben mocskos bányászokkal, zajos kocsmákkal, véresre sarkantyúzott lóval. Szerelmük végül az Alpok hideg és jeges hegycsúcsai közt agonizál. Gudrun bakkhánsnői táncában (Glenda Jacksont alakításáért Oscar-díjjal jutalmazták) a férfi-nő kapcsolat természete, a félelem és vonzódás, az uralkodni vágyás, az ösztönvilág a maga teljes mélységében tárul fel. A film egy másik, botrányt kavaró jelenetében a két férfi, Birkin és Gerald meztelenre vetkőzve birkóznak. Az unaloműzésből indult játék szimbolikus tartalmat nyer, az esztétikusan egymásnak feszülő izmok mitológiai példákat idéznek, a testi-lelki párbaj ábrázolása legalábbis Platon Lakomájáig nyúlik vissza. Birkin egyéniségének kiteljesedését keresi, amikor a férfi-női szerelem mellett az azonos neműek viszonyában is az élet teljességének megragadására törekszik. Vérszerződése Geralddal ugyan elutasíttatik, a film mégis az ő lehetetlent megkísértő, a férfi és női szerelmet egyaránt befogadni kész, kételkedő-kutató szavaival zárul.”

(Mátyás Péter: Az ördög ifjúkora (Ken Russell). In: Filmvilág 1997/11, 35. oldal)

## Főszereplők
- Alan Bates (Rupert Birkin)
- Oliver Reed (Gerald Crich)
- Glenda Jackson (Gudrun Brangwen)
- Jennie Linden (Ursula Brangwen)
- Eleanor Bron (Hermione Roddice)
- Alan Webb (Thomas Crich)
- Vladek Sheybal (Loerke)
- Catherine Willmer (Mrs. Crich)
- Phoebe Nicholls (Winifred Crich) (Sarah Nicholls néven szerepel a stáblistán)
- Sharon Gurney (Laura Crich)
- Christopher Gable (Tibby Lupton)
- Michael Gough (Tom Brangwen)
- Norma Shebbeare (Mrs. Brangwen)
- Nike Arrighi (a grófnő)
- James Laurenson (miniszter)
- Michael Graham Cox (Palmer)
- Richard Heffer (Loerke barátja)
- Michael Garratt (Maestro)
- Leslie Anderson (borbély)
- Charles Workman (Gittens)
- Barrie Fletcher (bányász)
- Brian Osborne (bányász)
- Christopher Ferguson (Basis Crich)
- Richard Fitzgerald (Salsie)

## Díjak és jelölések

### Oscar-díj
- 1971 díj Glenda Jackson (legjobb színésznő)
- 1971 jelölés Ken Russell (legjobb rendező)
- 1971 jelölés Larry Kramer (legjobb forgatókönyv)
- 1971 jelölés Billy Williams (legjobb operatőr)

### Golden Globe-díj
- 1971 díj A legjobb angol nyelvű külföldi film
- 1971 jelölés Ken Russell (legjobb rendező)
- 1971 jelölés Glenda Jackson (legjobb színésznő)

### BAFTA-díj
- 1970 jelölés Legjobb film
- 1970 jelölés Ken Russell (legjobb rendező)
- 1970 jelölés Alan Bates (legjobb színész)
- 1970 jelölés Glenda Jackson (legjobb színésznő)
- 1970 jelölés Jennie Linden (legígéretesebb új színésznő)
- 1970 jelölés Larry Kramer (legjobb forgatókönyv)
- 1970 jelölés Terry Rawlings (legjobb hang)
- 1970 jelölés Billy Williams (legjobb operatőr)
- 1970 jelölés Shirley Russell (legjobb jelmez)
- 1970 jelölés Luciana Arrighi (legjobb művészeti vezetés)
- 1970 jelölés Georges Delerue (Anthony Asquith-díj a legjobb filmzenéért)